# فرودگاه شهری سینت ماریس
فرودگاه شهری سینت ماریس (به انگلیسی: St. Marys Municipal Airport) یک فرودگاه همگانی بهره‌برداری هوایی با کد یاتا STQ است که یک باند فرود آسفالت دارد و طول باند آن ۱۳۱۱ متر است. این فرودگاه در کشور ایالات متحده آمریکا قرار دارد و در ارتفاع ۵۸۹ متری از سطح دریا واقع شده است.